# Asplenium × murbeckii
Asplenium × murbeckii là một loài dương xỉ trong họ Aspleniaceae. Loài này được Dörfl. mô tả khoa học đầu tiên.
Danh pháp khoa học của loài này chưa được làm sáng tỏ. 